# Gryllopsis ovtshinnikovi
Gryllopsis ovtshinnikovi is een rechtvleugelig insect uit de familie krekels (Gryllidae). De wetenschappelijke naam van deze soort is voor het eerst geldig gepubliceerd in 1991 door Gorochov & Mishchenko.